# José Avelino

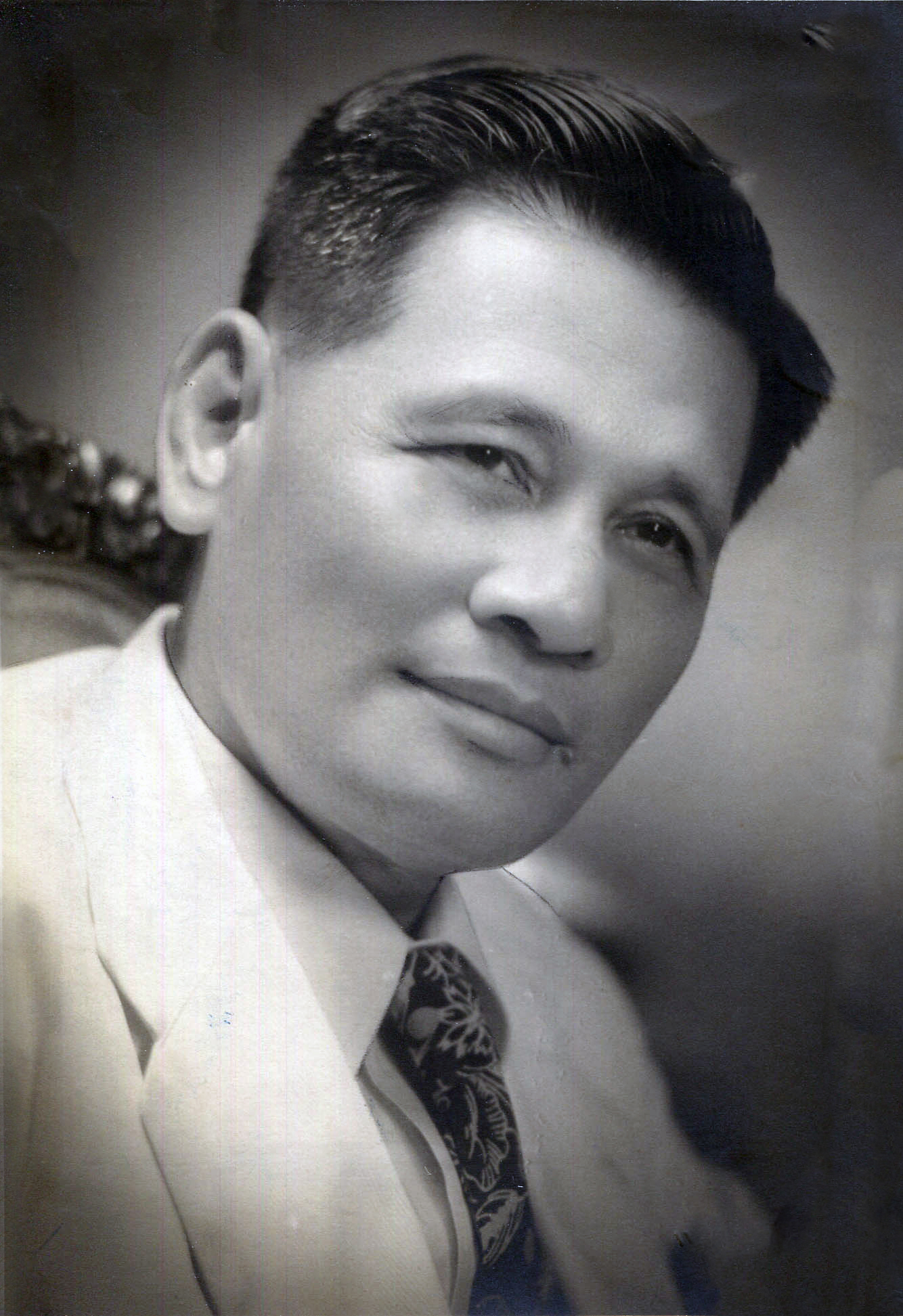
José Avelino

José Dera Avelino (* 5. August 1890 in Calbayog City, Samar; † 21. Juli 1986) war ein philippinischer Politiker.

## Biografie
Nach dem Schulbesuch studierte er zunächst am Ateneo de Manila und schloss dieses Studium mit einem Bachelor of Arts (B.A.) ab. Ein daran anschließendes postgraduales Studium der Rechtswissenschaft an der University of the Philippines beendete er mit einem Bachelor of Laws (LL.B.) und war nach seiner Zulassung 1934 als Rechtsanwalt tätig. Später erwarb er noch einen Master of Laws (LL.M.) an der University of Santo Tomas.
Bereits zuvor hatte er 1917 seine politische Laufbahn als Ratsherr (Municipal Councillor) in seiner Geburtsstadt Calbayog begonnen und gehörte dem Stadtrat bis 1919 an. 1921 wurde er zum Mitglied des Repräsentantenhauses gewählt und vertrat in diesem bis 1928 den 1. Wahlbezirk der Provinz Samar.
Anschließend wurde er 1928 zum Mitglied des Senats gewählt und vertrat den damaligen 9. Senatswahlbezirk für Leyte und Samar bis 1934. Nach seiner Wiederwahl 1934 war er bis zum Ende der Legislaturperiode 1935 Führer der Mehrheitsfraktion (Majority Floor Leader) sowie 1935 für einige Zeit nach dem Tod von José Clarin auch Präsident des Senats Pro tempore.
Nach dem Ende des Zweiten Weltkriegs und der Souveränität am 4. Juli 1946 wurde er wiederum zum Senator gewählt und war von 1946 bis Februar 1949 Präsident des Senats. Daneben war er vom 19. Januar 1946 bis zum 8. Mai 1949 zugleich Vorsitzender der traditionsreichen Liberal Party.
Bei der Präsidentschaftswahl am 8. November 1949 kandidierte er für das Amt des Präsidenten der Philippinen. Er unterlag dabei aber mit 11,85 der Wählerstimmen dem gewählten Präsidenten Elpidio Quirino (50,93 Prozent) sowie dem Zweitplatzierten José P. Laurel (37,22 Prozent) mehr als deutlich. Sein Kandidat für das Amt des Vizepräsidenten war der damalige Mehrheitsführer im Senat Vicente Francisco.
Nach seinem Ausscheiden aus dem Senat 1953 zog er sich aus dem politischen Leben zurück und war bis zu seinem Tode als Rechtsanwalt tätig.